# Alfredo Calderón y Arana
Alfredo Calderón y Arana (Madrid, 5 de febrero de 1850-Valencia, 19 de diciembre de 1907) fue un escritor, periodista y publicista español, de ideología republicana.

## Biografía

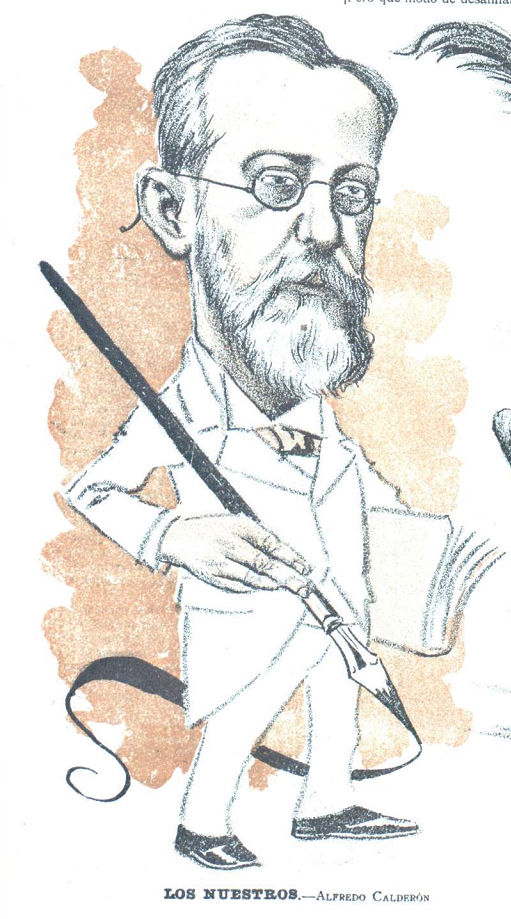
En la revista Don Quijote (1902)

Nacido en Madrid el 5 de febrero de 1850, era hermano de Laureano Calderón y Arana y Salvador Calderón y Arana. Tuvo como maestros a Julián Sanz del Río y Fernando de Castro. Doctorado en la Facultad de Derecho de la Universidad Central, figuró como catedrático de la Institución Libre de Enseñanza, aunque terminaría convirtiéndose en periodista y publicista.
Como periodista colaboró en prensa republicana, siendo redactor de los periódicos La Propaganda (1870); así como director de La Justicia hasta 1880 y redactor hasta 1892. También participó en El País de Madrid, La República de Bilbao, El Mercantil Valenciano de Valencia y El Diluvio de Barcelona. De pensamiento krausista, fue miembro de la Asociación de la Prensa y colaborador de numerosas publicaciones de provincias. Eduardo Gómez de Baquero le consideraba hacia 1896 uno de los principales periodistas republicanos de España.
Fue autor de obras como A punta de pluma, De mis campanas o Nonadas, una recopilación de artículos. Falleció el 19 de diciembre de 1907 en Valencia.

## Reconocimientos
Se le dedicó una calle en centro de Valencia. Aquella calle es ahora la Calle de Correos, mientras que el nombre de Alfredo Calderón se ha trasladado al barrio de Campanar.

## Referencias

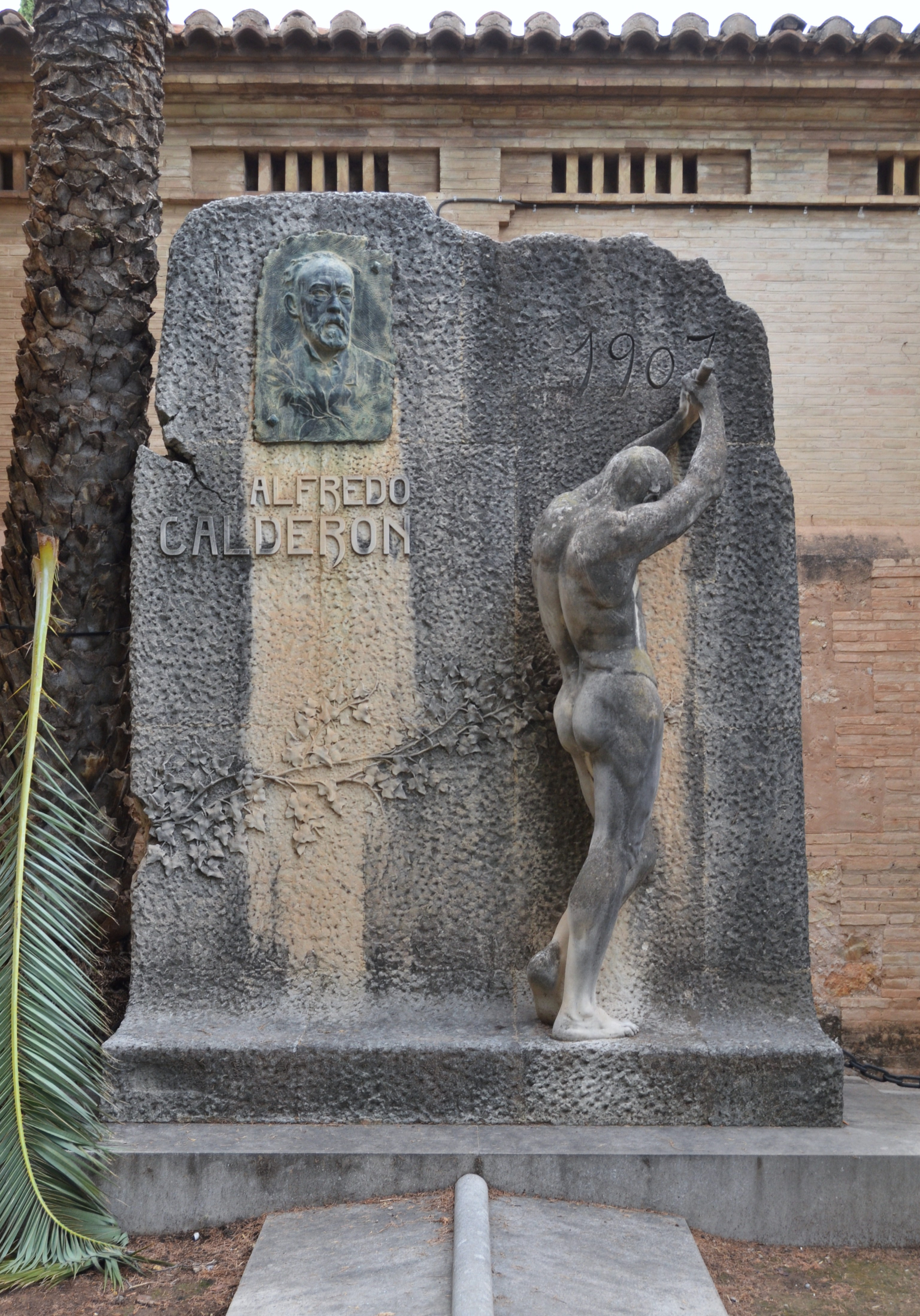
Tumba en el cementerio general de Valencia